# 杰克逊 (俄亥俄州)
杰克逊（Jackson）是美国俄亥俄州杰克逊县一个城市，是杰克逊县的县城。2010年人口普查的人口为6397人。

## 历史

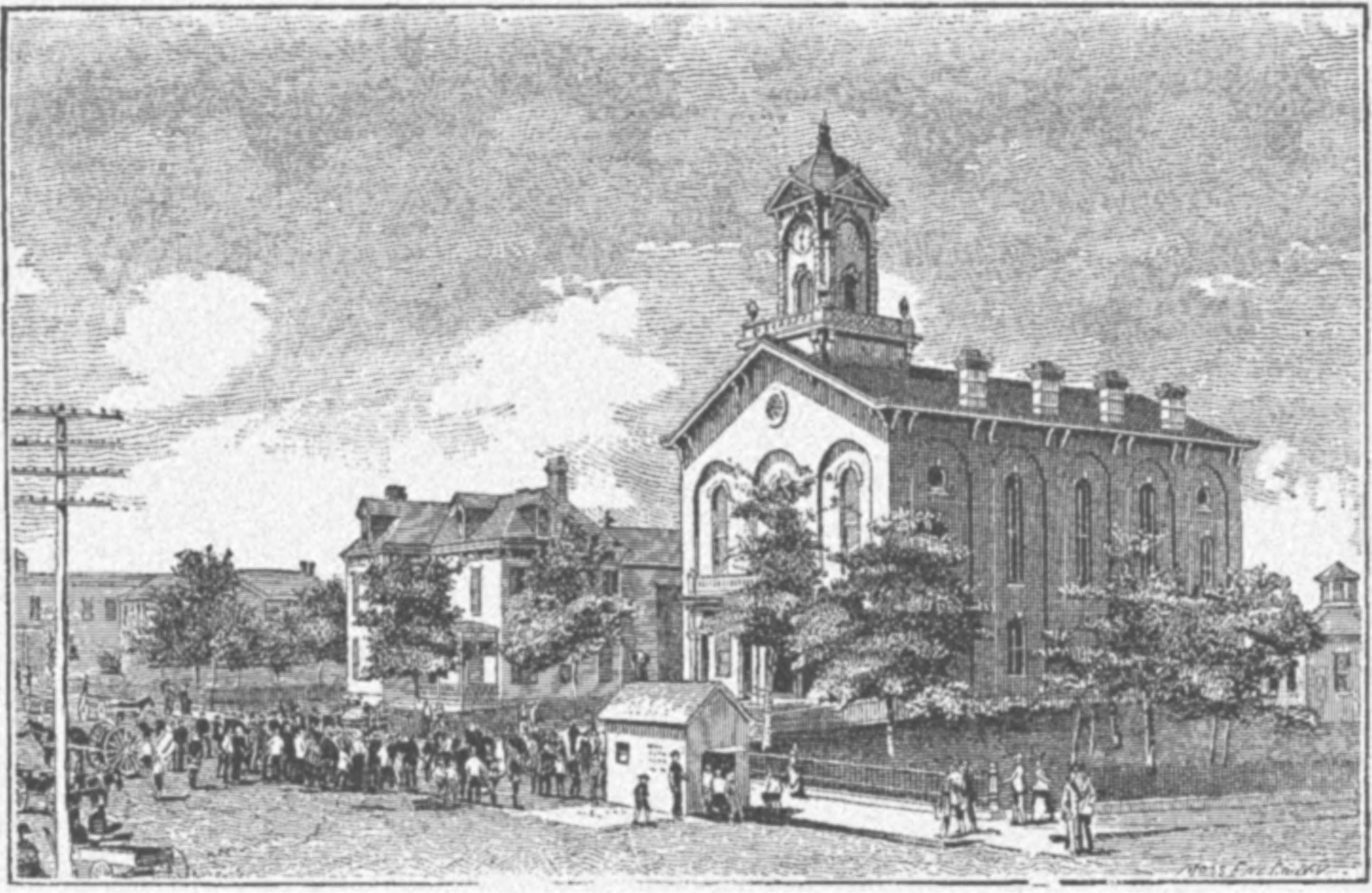
19世纪末

成立于1817年，居民以安德鲁·杰克逊命名这个城镇，一个1812年战争英雄，最终成为美国总统。社区成长缓慢，1840年只有297名居民。1846年，杰克逊包含四个教堂，约七间商店和一家报社。 在接下来的40年中，这个城镇迅速增长，1880年人口达到3021人。到1880年，两条铁路线通过社区，有助于刺激经济和人口增长。在1886年，杰克逊有两家报社，八家教会和两家银行。